# Rho (stacja kolejowa)
Rho (włoski: Stazione di Rho) – stacja kolejowa w Rho, w prowincji Mediolan, w regionie Lombardia, we Włoszech. Znajduje się na linii Turyn-Meiolan i Mediolan-Domodossola. Znajduje się on piazza della Libertà i via Magenta.
Jest przystankiem dla pociągów Trenord na linii Domodossola–Arona–Milano Porta Garibaldi, Porto Ceresio–Varese–Milano Porta Garibaldi. Jest również obsługiwany przez pociągi podmiejskie linii S5 i S6.